# Abutilon engleranum
Abutilon engleranum är en malvaväxtart som beskrevs av Ulbrich. Abutilon engleranum ingår i släktet klockmalvor, och familjen malvaväxter. Inga underarter finns listade i Catalogue of Life.